# 202806 Sierrastars
202806 Sierrastars este un asteroid din centura principală de asteroizi.

## Descriere
202806 Sierrastars este un asteroid din centura principală de asteroizi. A fost descoperit pe 23 septembrie 2008 la Sierra Stars de Fabrizio Tozzi. Asteroidul prezintă o orbită caracterizată de o semiaxă mare de 2,23 ua, o excentricitate de 0,23 și o înclinație de 4,7° în raport cu ecliptica.